# 伊比尔聂
伊比尔聂（1963年6月20日—），一译伊比尔尼，越南政治家，埃地族。现任多乐省委副书记。
曾任越南第十四届国会议员（2016年至2021年）、多乐省国会代表团成员、多乐省人民委员会主席、多乐省国会代表团团长、国会财政预算委员会委员。